# Mumijo

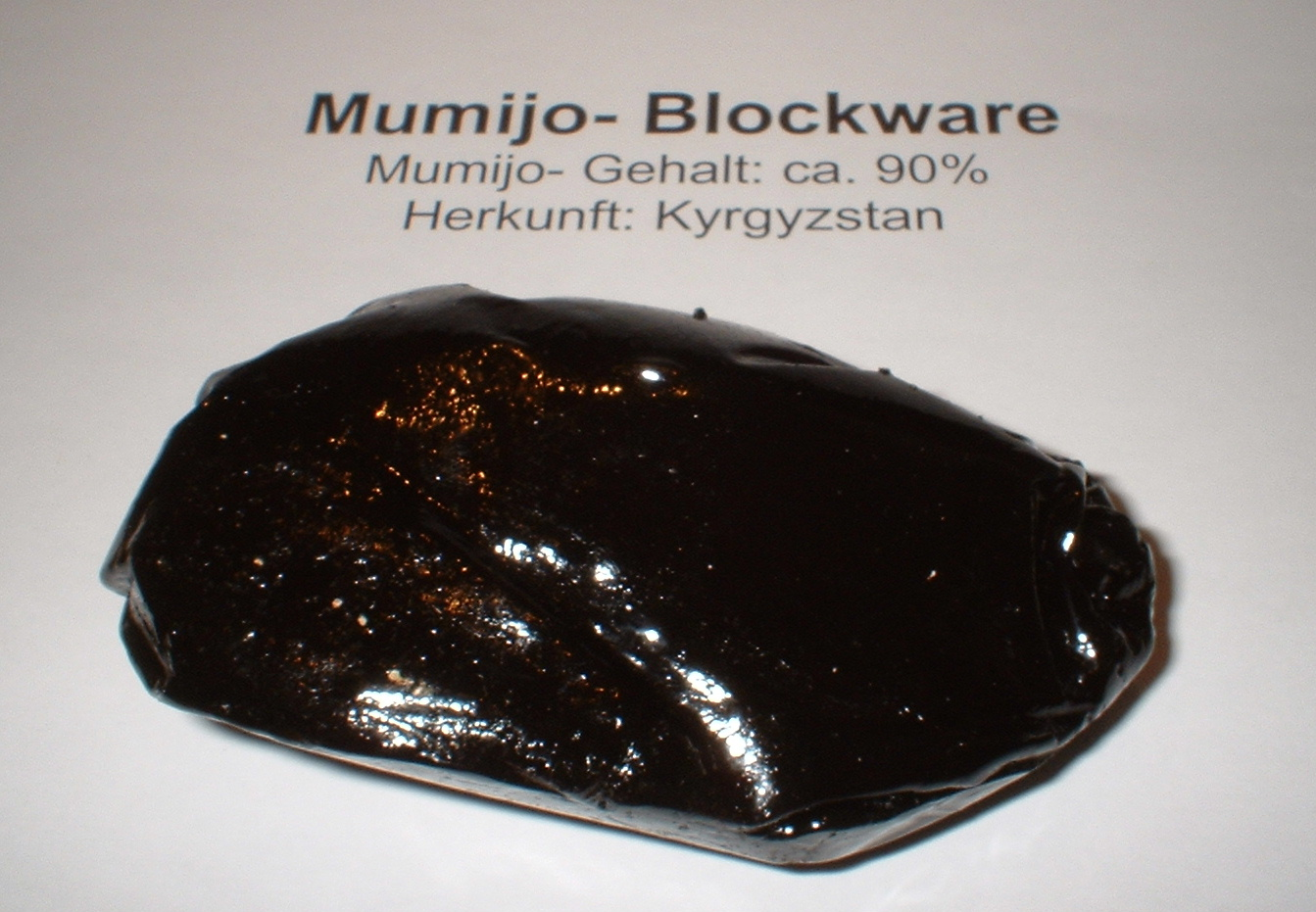
Gereinigtes Mumijo, Gehalt ca. 90 %

Mumijo (auch Shilajit, Asphaltum punjabinum) ist ein Naturprodukt, das in der zentralasiatischen Volksmedizin seit Jahrtausenden als Heilmittel, aber auch als Stärkungsmittel verwendet wird. Mumijo ist fester Bestandteil der ayurvedischen Medizin. Seine Wirkungen sind jedoch nicht wissenschaftlich erwiesen.

## Erscheinungsbild
Mumijo ist ein hell- bis dunkelbraunes, je nach Inhaltsstoffen pulverförmiges bis zähviskoses asphaltartiges Naturprodukt mit arttypischem harzig-rauchigem Geruch.

## Namensherkunft
Die Wortverwandtschaft zu Mumie hat vor allem in der westeuropäischen Literatur für viel Verwirrung gesorgt.
Mumijo hat nichts zu tun mit der „Mumia vera aegyptiaca- echte ägyptische Mumie“, wurde aber fälschlicherweise oft damit gleichgesetzt.
Im altpersischen Sprachraum steht der Begriff mum für Wachs (vergleiche auch persisch muminahi). Durch den Wandel im Sprachgebrauch trat nach der Übernahme des Begriffes in den arabischen Sprachraum und die damit einhergehende Verbreitung die Bedeutung Bitumen und Asphalt sowie Pissasphalt (Pechbitumen) hinzu. Diese auf Erdöl basierenden Substanzen wurden aufgrund ihrer konservierenden Wirkung für die Einbalsamierung von Leichen verwendet.
In den verschiedenen Sprachregionen des Orients gibt es heute die vielfältigsten Namen für Mumijo. Alle Namen der jeweiligen Sprachen deuten jedoch auf die Erscheinungsform des Mumijo hin: In allen Sprachen wird es dargestellt als eine Art Ausschwitzung der Berge. In Indien ist es unter dem Namen Shilajit bekannt und fester Bestandteil der ayurvedischen Medizin. In der südsibirischen Region des Altai-Gebirges wird es Barachschin genannt; dies bedeutet so viel wie Öl der Berge. In den Regionen Tibet, Mongolei, Transbaikalien findet man den Namen Brogschaun, was so viel bedeutet wie Bergsaft. Im Iran und Irak findet man den Namen Arakul dshibal, was so viel wie Bergschweiß bedeutet. In den Regionen mit den Hauptvorkommen, Kasachstan, Usbekistan und Kirgisistan, sowie in den meisten anderen GUS-Staaten wird es Mumijo genannt.

## Entstehung
Bei genauer botanischer und geologischer Aufnahme der jeweiligen Vorkommen ist festzustellen, dass der exakte Entstehungsprozess nach Fundstätte variiert. Wissenschaftlich gesichert sind die notwendigen Standortvoraussetzungen. Allen Fundstätten ist gemeinsam, dass sie einer langen und intensiven Sonnenbestrahlung unterliegen, die Luft besonders sauber ist und ein spezielles Pflanzenbewuchsspektrum vorliegen muss. Vor allem Milchsaft-bildende höhere Pflanzen, besonders Euphorbia-Arten, sind eine der Voraussetzungen für die Bildung der zähviskosen, aber außerordentlich gut wasserlöslichen Mumijo-Matrix.
Die von D. D. Djenchorow 1995 formulierte Substanzbeschreibung des Mumijo als „ein komplexes hochmolekulares organisch-minerales Stoffwechselprodukt aerober Mikroorganismen, entstanden im Verwesungsprozeß von Pflanzenresten, Flechten und Harzen“ ist der derzeitige Konsens über den Erkenntnisstand des Entstehungsprozesses.
In der indischen Fachliteratur wird oft der Begriff Humus gebraucht: Die Entstehung ähnelt einer Art Kompostbildung. Die Argumente für einen rein pflanzlichen Ursprung liegen im Gehalt sekundärer Pflanzenstoffe wie z. B. Alkaloiden und der kompakten gummiartigen Erscheinung des Mumijo, das mit organischen Fasern, Sand und sonstigen Erdbestandteilen durchsetzt ist. Es ist keine vergleichbare Substanz aus dem Tierreich bekannt, die ein Gel dieser Art bildet. Die chemische Beschreibung der wässrigen Lösung spricht  für einen tierischen Ursprung, da im wässrigen Auszug sowohl Hippursäure als auch albuminoide Proteine erscheinen.
In einer Theorie eines ausschließlich tierischen Ursprungs wird die Mumijo-Bildung analog zur Guano-Bildung gesehen. Hier wird davon ausgegangen, dass es sich um Exkremente von Fledermäusen handelt, die durch Regen aus den Bergen ausgewaschen werden und in den Spalten und Ritzen der Gesteine im Laufe der Zeit clustische Sedimente bilden. Diese Theorie hat insoweit Schwächen, als in den Höhenlagen von über 4000 m die Anzahl höherer Tiere, die eine so große Menge an Exkrementen ausscheiden könnte, in aller Regel nicht vorhanden ist. Des Weiteren müssten o. g. typische Stoffwechselprodukte vorkommen, was nicht in der zu erwartenden Menge der Fall ist. In Höhlen wird Mumijo nicht nur vom Boden aufgelesen (wo eine Verunreinigung durch z. B. Fledermäuse möglich und wahrscheinlich ist), sondern auch von der Decke gekratzt. Es besteht der Verdacht, dass durch unreine Sorten belastete Proben untersucht wurden und der Gehalt an tierischer Substanz als natürlich angesehen wurde, obgleich es sich nur um Rückstände handelt.
Der Reifeprozess des Mumijo wird in der Fachwelt zurzeit mit etwa 20 Jahren diskutiert, Tendenz eher steigend, aber auch hier steht der endgültige Beweis des diskutierten Zeitraumes noch aus, da dieser auf Annahmen und Hochrechnungen beruht, die naturgemäß mit einem statistischen Fehler behaftet sind.

## Vorkommen
Bedeutende Fundstätten gibt es in Zentralasien in den nördlichen und südlichen Ausläufern des Himalaja, des Altai sowie in einigen Bergregionen Südkasachstans. Die untere Verbreitungsgrenze von Mumijo liegt bei ca. 1000 m über dem Meeresspiegel. Die höchsten Fundorte befinden sich bei 4000 m über dem Meeresspiegel. Rohmumijo wird dabei in Höhlen, Nischen und Felsspalten als poröse Gesteinsbrocken sowohl auf dem Boden als auch an der Decke hängend beschrieben. Die Gesteinsarten und das Alter der Gebirge haben offensichtlich keine primäre Bedeutung bei der Bildung von Mumijo. Die Bandbreite reicht von Kalksteinen bis hin zu granitartigen Gesteinsformationen. Die verschiedenen Fundorte spiegeln sich im unterschiedlichen Gehalt der im Mumijo enthaltenen Mineralien wider.
Weitere Vorkommen gibt es in der Antarktis. Das dortige Mumijo sind die wachsartig versteinerten fossilen Ablagerungen des Magenöls der in der Ostantarktis lebenden Schneesturmvögel. Dieses Öl benutzen die Vögel, um sich gegen ihre Feinde zu verteidigen. Man findet Ablagerungen von bis zu 50 cm Stärke.

### Arten
Folgende Mumijo-Arten werden derzeit unterschieden:
- Artscha-Mumijo: Häufigstes Auftreten. Harzähnliche braun-schwarze Masse mit typischem aromatischem Harzgeruch, tritt als Verkrustung in Felsspalten auf. Diese Mumijo Art wird von einigen Autoren nach dem chemischen Element Eisen auch als Iron-Mumijo bezeichnet. Es gibt auch noch eine Varietät, die als rotes Mumijo oder Gold-Mumijo bezeichnet wird aufgrund eines Rotschimmers. Im indischen Sprachraum existiert noch ein blaues Mumijo, das seine Färbung aufgrund eines erhöhten Kupfergehaltes haben soll. Es wird von einigen Autoren als Copper-Mumijo beschrieben.
- Bitumen-Mumijo: flüssige bis wachsartige, viskose dunkle Masse, tritt häufig an den Wänden von Höhlen und Spalten aus, Ausgangsprodukt sind verschiedene natürlich gepresste Wurzelsäfte insbesondere von Juniperus-Arten.
- Honig-Wachs-Mumijo: braune oder schwarze Masse, vermutlich Ausgangsprodukt der wildlebenden Bienenvölker, das sich infolge der Zeit durch natürliche chemische Veränderung verfestigt.
- Mineralisches Mumijo: Gekennzeichnet durch Fundorte in extremen Höhen. Schwarze Masse, entsteht nach neueren Theorien vermutlich durch Bakterien und niedere Algen in Verbindung mit einer großen Anzahl verschiedener Mineralien unter starker UV-Bestrahlung.
- Flechten-Mumijo als Stoffwechselprodukt der Flechten mit der Bildung von flechtentypischen Eiweißen und organischen Säuren.

## Inhaltsstoffe
Besonders die Arbeitsgruppe um Prof. Shibnath Ghosal an der Universität Benares (Indien) hat viel zur Aufklärung der Inhaltsstoffe des Mumijo beigetragen und in namhaften wissenschaftlichen Zeitschriften publiziert.
Der mineralische Anteil des Mumijo ist stark abhängig vom Fundort, es sind aber fast ausnahmslos alle physiologisch wichtigen Spurenelemente enthalten.
Der organische Anteil wird zu 80–85 % bestimmt durch latex- und harzartige Humus-Bestandteile, die restlichen Anteile bestehen im Wesentlichen aus niedermolekularen organischen Substanzen, besonders krebserregendes Benzo[a]pyren, Triterpene vom Tirucallan-Typ, phenolische Lipide, kurzkettige Tannine, Urolithine und Gallotannine. Die organischen Bestandteile mittlerer Molarer Masse werden im Wesentlichen von Humin- und Fulvinsäure gebildet, die wiederum als Carrier für niedermolekulare Verbindungen dienen.
Das latexartige Grundgerüst der Mumijo-Matrix ähnelt sehr den Inhaltsstoffen der umgebenden Flora. Mumijo wird vermehrt dort gefunden, wo Euphorbia royleana oder Trifolium repens wächst. Inhaltsstoffe der Wolfsmilchgewächse wurden in leicht modifizierter Form im Mumijo wiedergefunden.

## Eigenschaften
Mumijo zeigt deutliche Eigenschaften eines Pflanzenextraktes. Die lakritzartige Erscheinung gereinigter Mumijo-Extrakte steht in unmittelbarem Zusammenhang mit dem Gehalt an Restwasser. Gereinigtes Mumijo als plastische Masse enthält etwa 15 % Wasser. Bei Trocknung erstarrt es zu einer glasartigen Schmelze, die pulverisiert werden kann. Dieses Pulver zieht sehr stark Luftfeuchtigkeit an, bis der o. g. Wassergehalt wieder erreicht wird. Dieses Verhalten ist von Pflanzenextrakten bekannt.

## Therapeutische Verwendung
Mumijo/Shilajit ist seit alters her ein Bestandteil der Volksmedizin Zentralasiens. Nördlich und südlich des Himalaya wird die Substanz unterschiedlich angewendet. Während in Indien und Pakistan das Shilajit therapeutisch nach der ayurvedischen Lehre einschließlich des umgebenden Trägergesteins verwendet wird, extrahiert man nördlich des Himalaya das Mumijo aus dem Trägergestein und dickt den Extrakt ein. Somit hat dort die Substanz grundsätzlich einen höheren Gehalt an Wirkstoffen als in Indien oder Pakistan.
In den 1950er bis 1980er Jahren wurden in der UdSSR Studien über die therapeutischen Anwendungen von Mumijo durch Adyl Schakirow an der Universität Taschkent durchgeführt. Anwendung erfolgte scheinbar bei:
- Nachbehandlung von Frakturen
- Immunmodulation
- Magen-Darm-Schleimhauterkrankungen (Gastritis)
- Hämorrhoiden

Als mögliches Wirkprinzip wurden die antiinflammatorisch (entzündungshemmend) wirkenden niedermolekularen Inhaltsstoffe in Kombination mit den Fulvinsäuren erkannt. Bei der Nachbehandlung von Frakturen schreiben manche einen Teil der vermeintlichen Wirkung dem Vorkommen von natürlichem Strontium zu. Eine gesicherte Wirkung würde umfangreiche Synergismen der Wirkstoffe voraussetzen, da sich eine Dosis-Wirkungsbeziehung besonders bei den mineralischen Komponenten nicht herstellen lässt. Sämtliche Anorganika liegen (einzeln) in nicht wirksamen Mengen vor. Vermeintliche Wirkung wurde beispielsweise bei der Vorbeugung gegen Osteoporose beobachtet. Einlagerung von Calcium in den Knochen bei gleichzeitiger Einnahme von Mumijo ist durch Knochendichtemessung beobachtet worden, jedoch ist die Menge des Calciums im Mumijo nach Verständnis der evidenzbasierten Medizin zu niedrig, um dafür verantwortlich zu sein.
Eine medizinische Wirkung ist nicht belegt. In Deutschland ist Mumijo oftmals als Nahrungsergänzungsmittel erhältlich. Dabei handelt es sich um Lebensmittel, nicht um geprüfte und zugelassene Medikamente. Es ist Herstellern und Händlern verboten, ihnen Vorbeugung, Behandlung oder Heilung einer Krankheit zuzuschreiben oder den Eindruck dieser Eigenschaften zu erzeugen (Art. 7 Abs. 3 und 4 der europäischen Lebensmittelinformationsverordnung Nr. 1169/2011).
Die immer wieder im Internet gepriesene Anwendung als Potenzmittel entbehrt einer wissenschaftlichen Grundlage.